# Novorosijsk
Novorosijsk (rusko Новоросси́йск, Novorossijsk, IPA: [nəvərɐˈsʲijsk]) je mesto v Krasnodarskem okraju v Rusiji. Je eno največjih pristanišč v Črnem morju in eno redkih mest z nazivom mesto-heroj. Leta 2021 je imelo 262.293 prebivalcev.
V mestu je oporišče ruske Črnomorske flote s podmornicami razreda Varšavjanka in patruljnimi ladjami razreda Bikov.
V antičnem času je bilo na obalah Cemskega zaliva naselje Bata, starodavna grška kolonija, ki se je specializirala za trgovanje z žiti. Omenjata jo med drugimi Strabon in Ptolemaj. Po kratkih obdobjih rimske in hazarske vladavine, je mesto prišlo pod bizantinsko provinco Herson.
V 11. stoletju so to področje zavzeli nomadi z evropske stepe. Kasneje v tem stoletju pa je  bizantinski cesar Aleksej I. ponudil to ozemlje anglo-sassonskim beguncem, ki so zapustili Anglijo po normanski osvojitvi. Na mestu Novorosijska je obstajalo naselje Susaco, kar bi lahko izhajalo iz imena Sussex. V 15. stoletju so imeli na tem območju trgovci iz Genove trgovinsko postojanko. Leta 1722 je bilo to območje pod nadzorom turške trdnjave Sudžuk, kar bi lahko izhajalo iz prednodnega imena Susaco. Leta 1829 je bilo območje po rusko-turški vojni predano Rusiji. Po tem sta leta 1838 admirala Mihail Petrovič Lazarev in Nioklaj Rajevski na tem mestu ustanovila oporišče za Črnomorsko floto, poimenovano po provinci Novorosija.
V 19. stoletju se je mesto bliskovito razvijalo in je postalo glavno mesto Novorosijskega okrožja. Med drugo svetovno vojno so nemške in romunske enote 10. septembra 1942 zasedle večino mesta. Rdeča armada je mesto osvobodila 16. septembra 1943. Herojska obramba pristanišča je med vojno preprečevala, da bi sile osi uporabljale pristanišče za dobavo blaga. Novorosijsk je bil leta 1973 odlikovan z nazivom mesto-heroj.
Mesto je pobrateno z Novim mestom.